# Monetazione medievale
L'inizio della monetazione medievale viene fatta risalire al 774 con l'avvento di Carlo Magno come re dei Franchi e in seguito re dei Longobardi, e dall'800 Imperatore del Sacro romano Impero. L'Europa che usciva dalla fine dell'Impero romano era caratterizzata dallo spopolamento delle città e dalla mancanza di commerci, con la conseguente riduzione dell'utilizzo del denaro, da una parte, e la scarsità di metalli preziosi da impiegare nelle monete, dall'altra.
Il sistema monetario istituito da Carlo Magno, la cosiddetta monetazione carolingia, fu la prima riunificazione monetaria a livello europeo dopo il marasma delle invasioni barbariche.
Era basato sul monometallismo argenteo, data l'estrema rarità dell'oro, con un'unica unità monetaria il denaro. 
La riforma monetaria imponeva che a chi avesse portato una libbra d'argento presso una zecca, venissero consegnati 240 denari. Quindi si iniziò a considerare un denaro come 1/240 di libbra o lira (dal peso pari a 434,16 grammi). Il primo denaro carolingio pesava g 1,3 ma nel 794 il peso fu innalzato a g 1,70 di una lega di circa 950 millesimi (e quindi con un fino di g 1,6) Un soldo, invece, era un multiplo corrispondente a 12 denari, e corrispondeva, perciò, ad 1/20 di lira. Dunque, solo il denaro era una vera e propria moneta coniata nell'impero, dato che lira e soldo erano solamente unità di conto nate dall'uso quotidiano e non imposte da leggi o decreti.
Una riforma uguale fu fatta in Inghilterra da re Offa di Mercia che nel 785 introdusse il penny (plur. pence). Multipli del penny erano lo scellino (shilling) pari a 12 penny e la libra (pound) pari a venti scellini. Il sistema monetario inglese nato nel 785 è sopravvissuto fino alla decimalizzazione del 1971. Le iniziali dei nomi latini delle tre valute (Libra, Solidus, Denarius) furono usate per indicare le monete.
Le monete medioevale avevano un tondello sottile, peso scarso e quindi un valore intrinseco limitato.
Il denaro si diffuse ovunque nell'Europa occidentale, con l'eccezione di quelle aree che - come l'Italia meridionale - conservarono sistemi monetari differenti. Al dritto era presente l'indicazione dell'autorità che l'aveva emesso mentre al rovescio era raffigurata di norma una croce greca. Fu coniato in Germania, Francia e da vari comuni dell'Italia centrale e settentrionale. Tra i molti comuni italiani possiamo ricordare Asti, Ancona, Bergamo, Ravenna e Siena.
Per oltre cento anni il denaro mantenne inalterato peso e lega. I primi slittamenti iniziarono nel X secolo. I primi Ottoni (961-973 e 973-983) misero ordine nel sistema consacrando lo slittamento del denaro in termini di peso e di fino: una "lira" (ossia 240 denari) passò da g 410 a g 330 di una lega argentea peggiore (da 390 g di argento fino a 275 g).
La svalutazione della moneta fu interrotta con la ripresa del commercio nel periodo comunale, dall'avvento al trono di Federico I nel 1152 alla morte di Federico II nel 1250.
In particolare, era sentita l'esigenza di monete utilizzabili per il commercio con i paesi arabi, dove erano ancora largamente utilizzate monete in oro: il dīnār in Asia, Africa e Spagna,  il mancuso nella Penisola italiana e il più famoso tarenus in Sicilia: dall'arabo ṭarī (ovvero "fresco [di conio]"), era una moneta d'oro che corrispondeva a 1/4 di dīnār (per questo era anche chiamato rubā‘ī, lett. "quarto") e a circa 1/4 del soldo bizantino.
La repubblica di Amalfi fu per questo il primo Stato occidentale a coniare una moneta d'oro, il tarì amalfitano: derivato dall'omonima ed equivalente valuta araba, era accettato in tutto il Mediterraneo, segno della prosperità della repubblica marinara.
Sarà usato anche dai Normanni.
Venezia iniziò a coniare a partire dal 1200 il grosso, una moneta d'argento pari a 10 denari, con un titolo di 965 millesimi ed un peso di 2,18 grammi. 
Nel 1230 Federico II coniò nell'Italia meridionale l'augustale, una moneta d'oro di peso 5 grammi e del valore di 5 tarì.
Nel 1252 Firenze iniziò a coniare il suo fiorino, una moneta di 3,54 grammi d'oro quasi puro, diffusosi ed imitato immediatamente su tutto il continente al punto da poter essere definito il dollaro del Medioevo. Quasi contemporaneamente Genova coniò il genovino d'oro e nel 1284 Venezia iniziò a coniare il ducato, che dal 1545 sarà definito zecchino, coniato fino al 1797, in argento e oro.

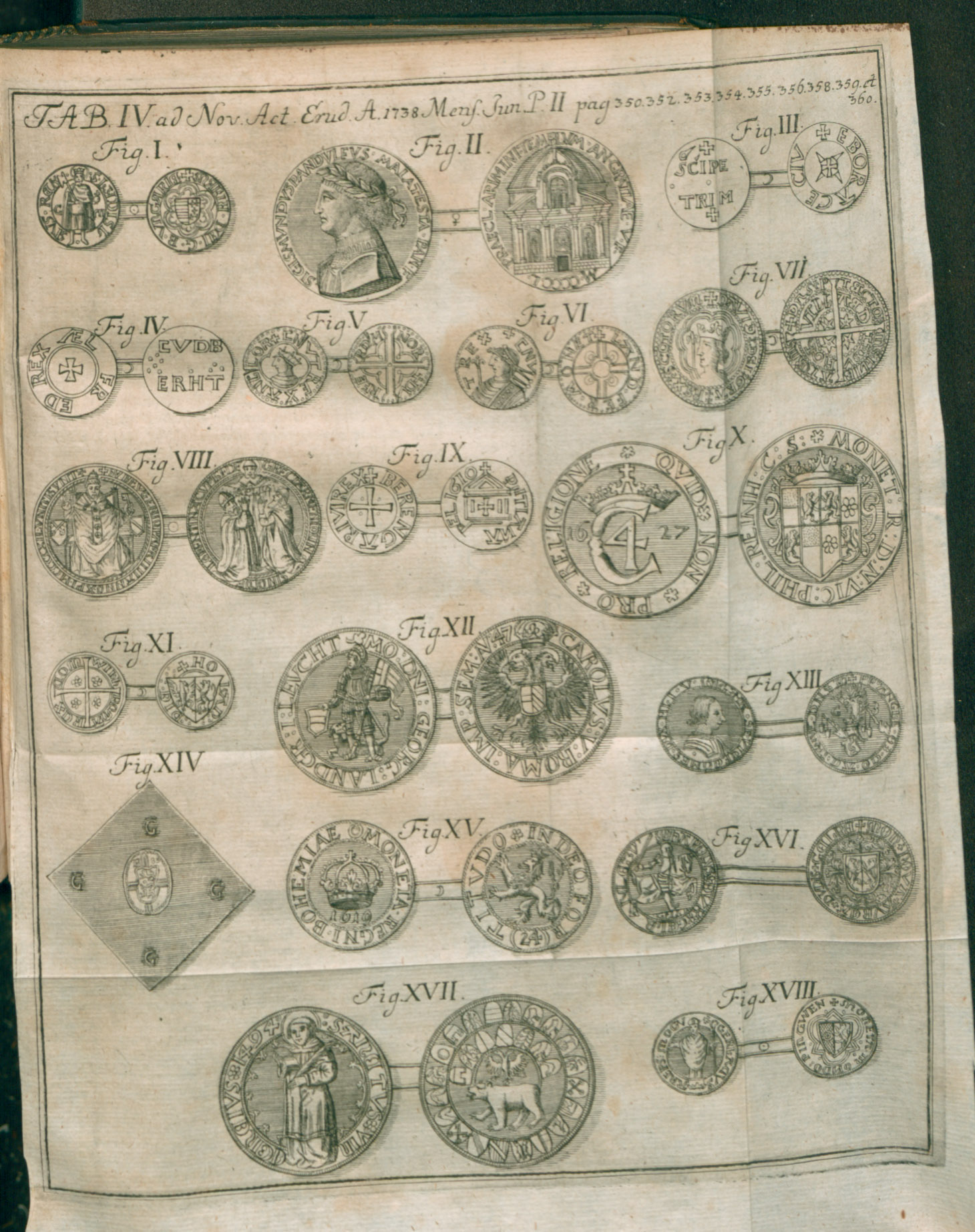
Tavola illustrata con monete illustrativa della recensione di un'opera di Johann David Köhler pubblicata sugli Acta Eruditorum del 1738